# أنبنغ داي غن
الأمير العظيم آنبنغ (안풍대군 | 安豐大君) هو الابن الثالث للملك موغجو (목조 | 穆祖) ملك جوسون التشوجوني من زوجته الملكة هيوغونغ , اسمه عند الولادة هو يي جونغ (이정 | 李精) . له خمسة إخوة , اثنان أكبر , وثلاثة أصغر , كان يعمل في مملكة يوان , ساعد في الدفاع عن كثير من المدن , انتقل إلى جوغجون (적전 | 赤田) تعرف اليوم باسم مدينة وونسان (원산시) , ما تزال ذريته موجودة ومنتشرة في كوريا بأكلمها .
في 3 ديسمبر 1872 - (السنة التاسعة من حكم الملك) - قام الإمبراطور غوجونغ (إمبراطور كوريا) , (고종 광무제 | 高宗光武帝) برفع مرتبته إلى الأمير العظيم (대군 | 大君) .

## الأسرة

### الأقارب
- الأب : الملك موغجو , (목조 | 穆祖) .
- الأم : الملكة هيوغونغ من عشيرة بيونغتشانغ يي , (효공왕후 평창이씨 | 孝恭王后 李氏) .
- الإخوة :
  - الأمير العظيم آنتشون , (안천대군 | 安川大君) , يي وسون , (이어선 | 李於仙) , أخ شقيق .
  - الأمير العظيم آنوون , (안원대군 | 安原大君) , يي جن , (이진 | 李珍) , أخ شقيق .
  - الملك العظيم يغجو , (익조대왕 | 翼祖大王) , يي هاينغري , (이행리 | 李行里) , أخ شقيق .
  - الأمير العظيم آنتشانغ , (안창대군 | 安昌大君) , يي مايبل , (이매불 | 李梅拂) , أخ شقيق .
  - الأمير العظيم آنهينغ , (안흥대군 | 安興大君) , يي غوسو , (이구수 | 李球壽) , أخ شقيق .

### الأحفاد
- الأمير دونغوون (동원군 | 東原君) , يي هوان (이환 | 李環) .
- الأمير دونغهنغ (동흥군 | 東興君) , يي دان (이단 | 李端) .
- الأمير دونغبيونغ (동평군 | 東坪君) , يي بوبجانغ (이법장 | 李法莊) .